# 倒湖站
倒湖站是皖赣铁路的一个车站，位于安徽省黄山市祁门县芦溪乡倒湖村，距芜湖站349公里，距贵溪站201公里，现由上海铁路局芜湖车务段管辖，是上海局与南昌局在皖赣线上的局界站，也是皖赣两省的分界站，有“上局南大门”之称。

## 概要
倒湖站共有16名职工，办理旅客乘降，不办理行李、包裹托运；不办理货运业务。车站每日有5对客车、16对货车经过。作为局界站，倒湖站有一班始发通勤列车，供沿线铁路职工乘用。
车站于1984年5月31日启用，配备40余名职工，曾经办理客货运业务：车站每日客流量最多能达到400余人；货运方面，车站设有一条木材专用线，将当地生产的木料发送至全路。

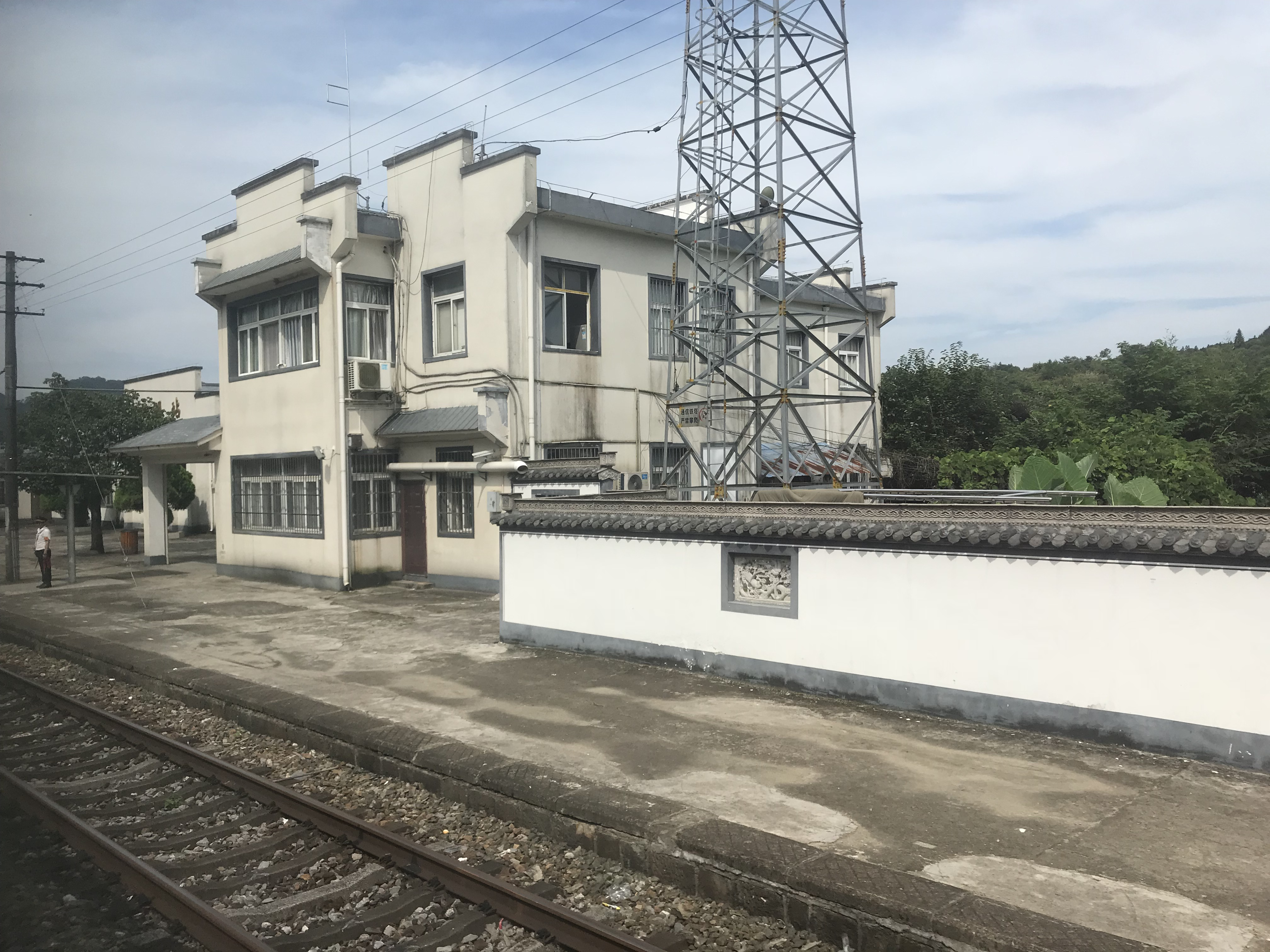
行车室
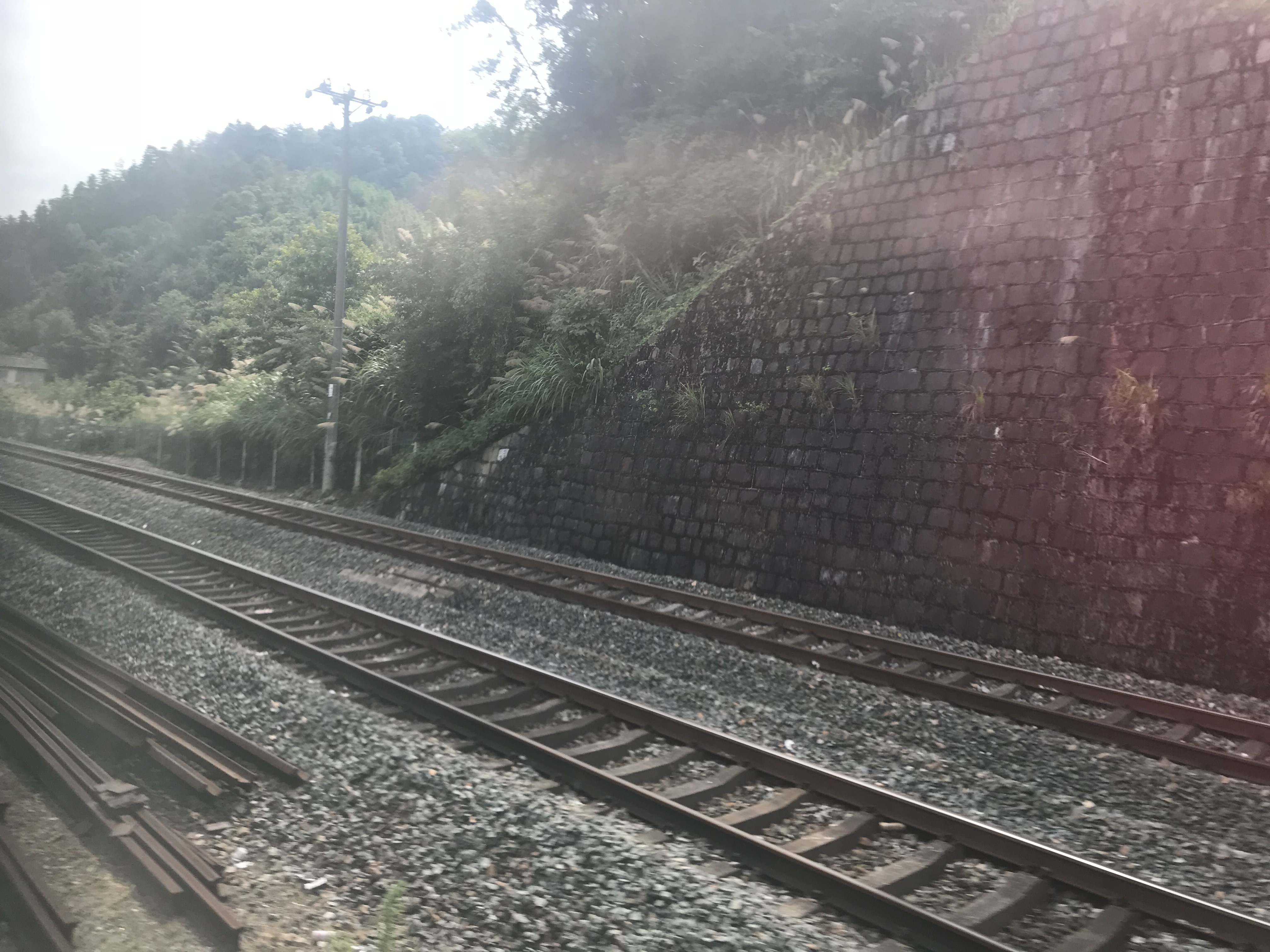
车站站场
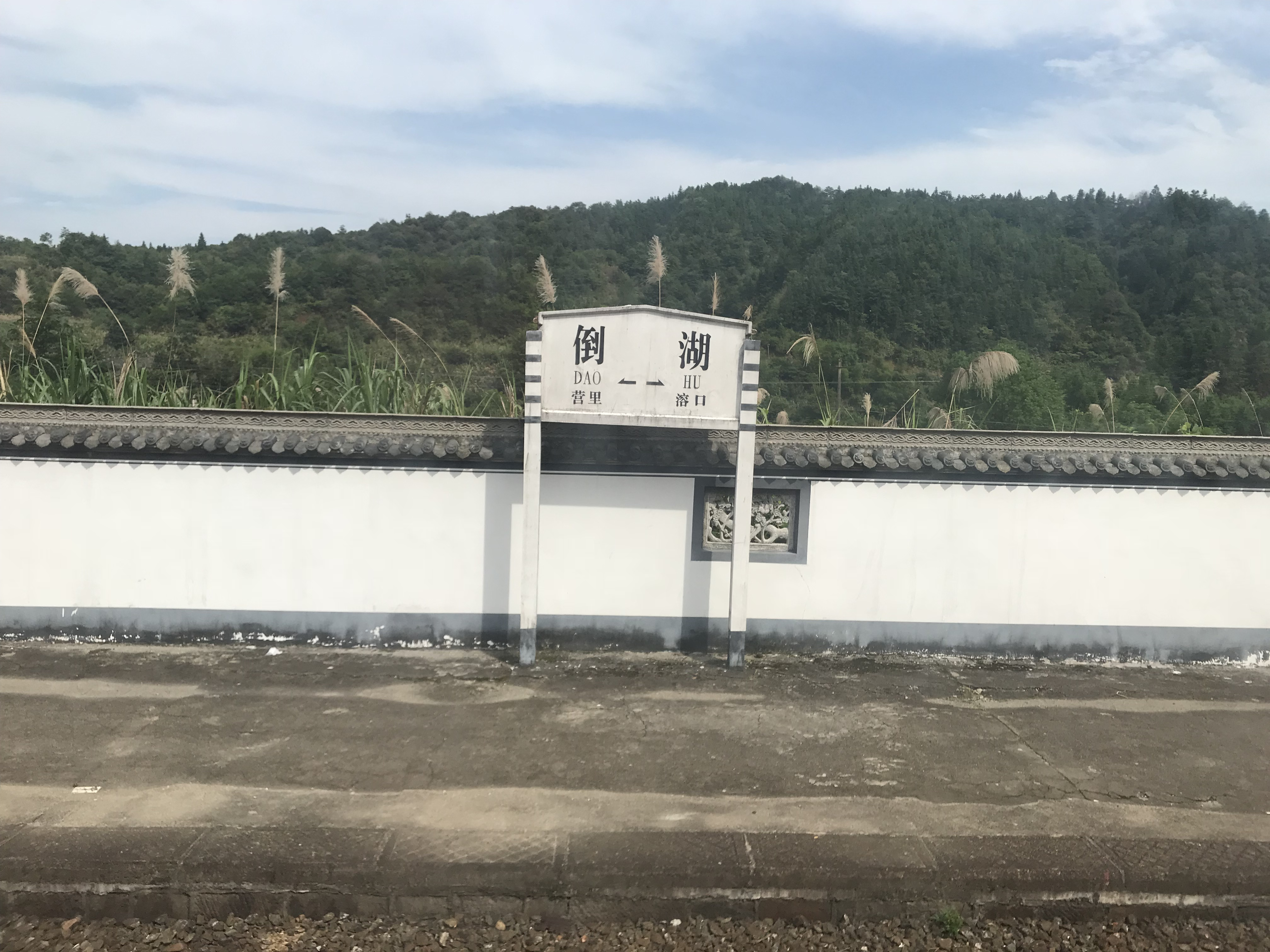
站台北侧站名牌
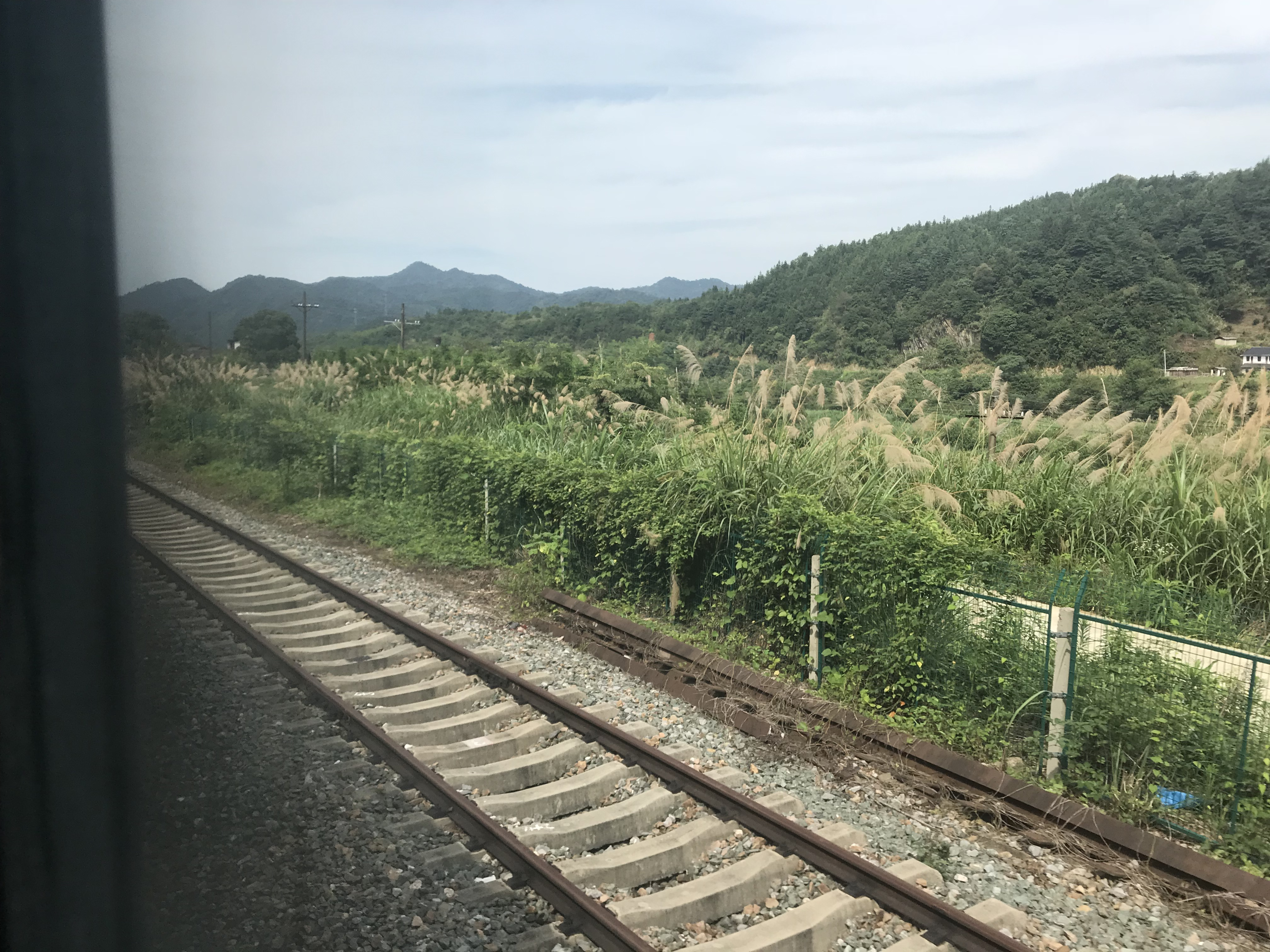
1道股道